# Привид Гамлетового батька
Привид Гамлетового батька або Тінь батька Гамлета (англ. Ghost of Hamlet's father) — персонаж трагедії Вільяма Шекспіра «Гамлет».

## Характеристика персонажа
З'являється в трагедії у двох постатях: потойбічною Примарою і чином зі спогадів його сина (в першій, четвертій, п'ятій сценах першого акту і четвертій сцені третього акту). Згідно з поширеною думкою батька також звали Гамлетом.
```
…Король, 
Чий образ тільки що з'явився перед нами, 
Як вам відомо, викликаний був на бій 
Володарем норвезьким Фортінбраса. 
У бою подужав хоробрий Гамлет наш, 
Таким і славився в освіченому світі.
```

За часів Шекспіра примари нерідко були персонажами драматичних вистав і виконувалися звичайними акторами в костюмах, відповідних положенням героя за життя. Відмінністю часто служили лише білі (чорні) плащі або мантії. У більшості сучасних постановок Привид — лише художній вимисел, зображуваний за допомогою найрізноманітніших технічних засобів: кінопроєкції, лазерних променів, світлових стовпів і так далі. Сам автор, з усім тим, в репліках персонажів досить докладно описує вбрання і вигляд мертвого короля. Гораціо: «І в тих же латах, як в бою з норвежцем, // І так само похмурий, як в незабутній день…», «Озброєний з голови до ніг», «Він йшов, піднявши забрало», на його обличчі «була скоріше печаль, ніж гнів». Марцелл згадує, що вид Примари був царський (англ. So majestical).
Персонажі, які бачили батька Гамлета, ставляться до нього по різному. Гораціо, що стоїть на матеріалістичних позиціях і спочатку взагалі не вірить в привидів, пізніше змушений змінити свої погляди. Тепер він розглядає те, що відбувається з погляду людини віруючої, протестанта: духи для нього — посланці пекла, а Гамлет — жертва диявола. Сам же принц мучиться сумнівами в намірах батька: 
```
Добрий дух ти, або ангел зла, 
Дихання раю, або пекла вітровіння, 
До шкоди або користі помисли твої…
```

У процесі Гамлет переборює кілька ступенів у своєму ставленні до батька. Спочатку він повірив всьому сказаному ним, оскільки це збігалося з його припущеннями про насильницький характер смерті батька. Потім він пройшов період сумнівів, але незабаром остаточно переконався в правдивості Примари. Як відомо, король звинувачує Клавдія у власному вбивстві й звабу своєї вдови Гертруди. Одночасно він закликає сина до помсти, при цьому принц повинен не заплямувати свою честь, а також бути поблажливим до матері, максимальним покаранням для неї повинні стати тільки душевні терзання. Виявляючи милосердя, Привид і за гробовою рисою продовжує любити Гертруду і висловлювати властиві йому при житті благородство і великодушність. Один з провідних фахівців в драматургії Шекспіра Джон Довер Вілсон робить наступний висновок про цього персонажа: 
|  | …Привид був революційною новацією в історії драматичної літератури. <…> Звичайно привид на єлизаветинській сцені був класичної маріонеткою, запозиченою у Сенеки <…> Шекспірівський Привид і дух, що вимагає помсти, з формальної точки зору відповідає своєму прототипу у Сенеки. Але на цьому схожість закінчується; одним з чудових досягнень Шекспіра є те, що, взявши умовну фігуру, він надав їй людський, християнський вигляд (в тому сенсі, як тоді розумілося християнство) і створив образ, який його глядачі могли сприйняти як реальний… |

## Відомі виконавці
- Вільям Шекспір
- Лоуренс Олів'є (голос)
- Пол Скофілд
- Патрік Стюарт